# چیرو، آیچی
چیرو، آیچی از شهرهای استان آیچی ژاپن است که جمعیت آن در ۱ ژانویه ۲۰۰۸ ۶۸٬۲۱۶ نفر بوده‌است.